# Ammal
Ammal (en arabe: عمال, en berbère: ⵄⴰⵎⵎⴰⵍ), est une commune de la wilaya de Boumerdès, dans la daïra de Thénia en Algérie. Elle est située à 50 km d'Alger, de Tizi Ouzou et de Bouira, dans la région de Kabylie. Ammal est une commune à vocation agricole surtout connue pour ses gorges, dénommés "Les Gorges de Ammal".

## Géographie
La commune de Ammal est constituée des villages suivants : Thizza (Aith bouldjeneth, issohane, Tizza centre, Aïth Bouhouda, Aith Boussalah), Aith rahmoun, Aith Amer, thijigha, Fakoura, Adhafal, Thellath, Zenina (chef-lieu de la commune), Bouaïdel, Tigrine, Timizar, Thinoukline, Djerrah, Doukane, Aith bouchiouane, Aïth Abdelhadhi, Aïth El Hadj Lounis, Aith Bousmail, Aith el hadj Ali, Thala Mahdi, Aith Vava Ali, Aith Oulaali, Ouled Belemmou, Aith Dahmane, Hini, Aith Baiteche (Ighil momen), thala ouzara, ait ali, Aith kara, Bouchemakh, aghroud, Aith mohamed arab.
| Bouzegza Keddara, Béni Amrane      | Béni Amrane      | Béni Amrane, Chabet El Ameur      |
| Bouzegza Keddara                   | Ammal            | Chabet El Ameur                   |
| Wilaya de Bouira, Bouzegza Keddara | Wilaya de Bouira | Wilaya de Bouira, Chabet El Ameur |

Ammal est traversée par plusieurs l'Oued Isser.

## Histoire
La commune d'Ammal existait avant l'indépendance de l'Algérie en 1962.
Après l'indépendance, cette commune a bizarrement disparue de la carte au profit de la commune de BENI-AMRANE. À la suite du découpage administratif de 1984, elle a été ressuscitée et rattachée à la Daira de BOUDOUAOU (Wilaya de BOUMERDES)...